# Helen Fotopulos
Helen Fotopulos est une personnalité politique de la scène montréalaise, qui a été membre du Comité exécutif de Montréal, et première femme maire de l'arrondissement du Plateau Mont-Royal. Après cinq mandats consécutifs au conseil municipal de Montréal, elle s'est investie dans des initiatives de développement de la démocratie dans l'espace post-soviétique.

## Biographie
Helen Fotopulos est née de parents ukrainiens : sa mère est originaire de Donetsk, et son père, dont les ancêtres étaient grecs, est originaire de Kiev. Elle parle couramment le russe.
D'abord conseillère politique depuis 1988, elle est élue conseillère municipale en 1994. Elle représente le district de le Mile End, sous la bannière du Rassemblement des citoyens de Montréal du maire Jean Doré. En 1998 elle considère brièvement de briguer elle-même la mairie de Montréal, mais décide plutôt de rejoindre de nouveau l'ancien maire Doré qui tente, sans succès, de reconquérir l'hôtel de ville avec une nouvelle équipe[réf. nécessaire] ; elle quitte le parti de Jean Doré après son échec en janvier 2000, même si elle-même est élue comme conseillère municipale, et siège ensuite en tant qu'indépendante.
En 2001 elle se joigne à l'équipe du maire Gérald Tremblay. Victorieuse aux scrutins municipaux de 2001, 2005 et 2009, elle a occupé entre 2002 et 2009 la fonction de mairesse de l'arrondissement Plateau-Mont-Royal. Pour le projet du réaménagement de l'échangeur du Parc-des Pins, elle s'appuie sur des mécanismes de démocratie participative qu'elle a introduit dans son arrondissement. Elle est responsable de l'environnement et des espaces verts au Comité exécutif de Montréal.
Son arrondissement Plateau-Mont-Royal subit cependant des difficultés financières en 2009. Elle décide de ne pas briguer de nouveau mandat dans son arrondissement, et devient conseillère municipale dans le district Côte-des-Neiges. Elle est nommée responsable de la culture, du patrimoine et de la condition féminine au comité exécutif de la Ville de Montréal.
Après la démission de Gérald Tremblay, elle quitte Union Montréal et se joint à l’Équipe Denis Coderre pour Montréal en 2013. Mais elle n'est pas réélue, battue par un écart de 77 votes.
Depuis son retrait de la politique municipale en 2014, elle s’est investie dans des initiatives de développement de la démocratie locale, notamment dans l'espace post-soviétique. Elle a par exemple été observatrice internationale de l'élection présidentielle en Ukraine en 2014 ; mais aussi d'élections en Moldavie et au Ghana.
En 2017, appuyée par l'Union des municipalités du Québec, Helen Fotopulos créée la première association québécoise des anciennes élues et anciens élus municipaux, l'AQAÉM.